# Municipio de Fountain Bluff
El municipio de Fountain Bluff (en inglés: Fountain Bluff Township) es un municipio ubicado en el condado de Jackson en el estado estadounidense de Illinois. En el año 2010 tenía una población de 208 habitantes y una densidad poblacional de 2,58 personas por km².

## Geografía
El municipio de Fountain Bluff se encuentra ubicado en las coordenadas 37°44′47″N 89°33′39″O / 37.74639, -89.56083. Según la Oficina del Censo de los Estados Unidos, el municipio tiene una superficie total de 80.63 km², de la cual 77,57 km² corresponden a tierra firme y (3,79 %) 3,06 km² es agua.

## Demografía
Según el censo de 2010, había 208 personas residiendo en el municipio de Fountain Bluff. La densidad de población era de 2,58 hab./km². De los 208 habitantes, el municipio de Fountain Bluff estaba compuesto por el 99,52 % blancos, el 0,48 % eran amerindios. Del total de la población el 1,44 % eran hispanos o latinos de cualquier raza.